# Mihály Dés
Mihály Dés (Budapest, 1950 - Barcelona, 18 de maig de 2017) fou un assagista, periodista i traductor hongarès, fundador i director de la revista de cultura Lateral. A Hongria va ser actor de cinema i traductor. Va residir a Barcelona des de 1986, on ha estat professor de Literatures d'Europa de l'Est a la Universitat de Barcelona, i president de l'associació Casa de l'Est.
Ha traduït a l'hongarès autors com Guillermo Cabrera Infant, Alejo Carpentier, Camilo José Cela, Julio Cortázar, Juan Benet, Jorge Luis Borges, Gabriel García Márquez i Mario Vargas Llosa.
Entre 1989 i 1992 va ser redactor en cap de la revista literària Quimera, i entre 1990 i 1993 va dirigir el suplement de llibres del diari El Observador. El 1994 va fundar Lateral Edicions, empresa editora de la revista independent de cultura Lateral. La revista Lateral va deixar de publicar-se el gener de 2006.

### Com a editor
- 1993 - La noche insular. Antología de la poesía cubana (Barcelona, Lumen)
- 2001 - Mar i muntanya: antologia de contes catalans contemporanis (Barcelona, Lateral).

### En volums col·lectius
- 1999 - Paisajes después del Muro (Barcelona, Península)
- 2002 - Roberto Bolaño: la escritura como tauromaquia (amb els textos «Monsieur Pain», «Amuleto» i «Putas asesinas»)